# No. 68 Squadron RAF
 (septembre 2018).
Si vous disposez d'ouvrages ou d'articles de référence ou si vous connaissez des sites web de qualité traitant du thème abordé ici, merci de compléter l'article en donnant les références utiles à sa vérifiabilité et en les liant à la section « Notes et références ».
Le nom d'escadron No 68 (en anglais, no 68 Squadron) a été utilisé pour désigner deux unités différentes dont seulement une des deux fut une unité au sein de la Royal Air Force. 
La seconde, le « no 68 Squadron RFC », fut à une période la désignation militaire officielle de l'escadron No 2 de l'Australian Flying Corps.

## Première Guerre mondiale
L'escadron no 2 de l'Australian Flying Corps est créé à Héliopolis, en Égypte en 1916. Pour un temps, elle fut désignée par l'armée britannique sous le nom de no 68 Squadron RFC dans le but, selon certains rapports, d'éviter toute confusion avec l'escadron no 2 de la Royal Flying Corps. Cette désignation ne fut jamais acceptée, que ce soit par l'escadron lui-même ou bien par la Première force impériale australienne, et fut officiellement abandonnée par les Britanniques au début de 1918, avant la création de la Royal Air Force.
Équipée à l'origine avec des appareils Airco DH.5, le rôle principal de cette unité était de mitrailler les tranchées ennemies. En janvier 1918, l'unité fut équipée de nouveaux appareils, des S.E.5, qu'elle utilisera jusqu'à la fin du conflit. L'escadron compte à son actif un total de 77 appareils ennemis abattus. L'escadron reste en Europe jusqu'au 28 février 1919, date qui marque sa dissolution.

## Seconde Guerre mondiale
Au cours de la Seconde Guerre mondiale, un nouvel escadron 68 est créé (c'est le premier escadron de la RAF à porter officiellement ce numéro). L'unité est créée sur la base aérienne de Catterick le 7 janvier 1941. Sa mission est de mener des chasses nocturnes et l'escadron est équipé d'avions Bristol Blenheim. L'unité devient opérationnelle le 7 avril de la même année avant d'être relocalisée sur le terrain d'aviation de High Ercall. En mai 1941, l'escadron 68 est équipé de Bristol Beaufighter et, en mars 1942, l'unité est déplacée une nouvelle fois, sur la base aérienne de Coltishall, dans le comté de Norfolk. En juin 1944, l'escadron est équipé de de Havilland DH.98 Mosquitos.
À partir de juin 1941, l'escadron 68 demeura un élément important des forces tchécoslovaques en exil, avec huit équipes de vol composées exclusivement de ressortissants tchécoslovaques et une escadrille de cet escadron était entièrement tchécoslovaque. Cette unité compte parmi ses hommes l'as Miloslav Mansfeld qui, aux commandes de son Beaufighter, a abattu de nombreux bombardiers de la Luftwaffe ainsi que deux bombes volantes V1. À partir d'octobre 1943, Mansfeld commanda l'escadrille A de son escadron.
Le poète James Farrar, pilot officer (sous-lieutenant) au sein de l'escadron 68, est tué lors d'une mission de nuit entre le 25 et 26 juillet 1944, alors que l'appareil dans lequel il occupait le poste de navigateur patrouillait sur la Tamise et menait une tentative d'interception d'une bombe V1.
Les éléments tchécoslovaques et les éléments de l'escadron s'occupant de la chasse nocturne ont tous deux été honorés d'un emblème en 1944, décerné par l'air chief marshal (général d'armée aérienne) Charles Steele. La devise de cet escadron, en langue tchèque, était « Vždy připraven » ce qui peut se traduire par « Toujours prêt ».
L'escadron 68 est dissous le 20 avril 1945 et son personnel dispersé dans d'autres unités de la Royal Air Force telles que l'escadron no 125.

## Après la Seconde Guerre mondiale
Le 1er janvier 1952, l'escadron fut reconstitué pour effectuer des missions de chasse nocturne en Allemagne de l'Ouest. Équipé d'appareils Gloster Meteor, l'unité fut renommée Escadron no 5 de la Royal Air Force le 20 janvier 1959.